# Tevita Momoedonu
Ratu Tevita Momoedonu, né le 13 janvier 1946 et mort à Lautoka le 26 novembre 2020, est un chef et homme politique fidjien. Il a été par deux fois Premier ministre des îles Fidji, très brièvement. Dans les deux cas, il s'agissait de contourner des détails techniques constitutionnels. Son premier mandat, le 27 mai 2000, ne dura ainsi que quelques minutes. Son second mandat dura deux jours - du 14 au 16 mars 2001. Il devint par la suite ambassadeur des Fidji au Japon.

## Biographie

### Carrière politique

#### Premier mandat
En 1999, Momoedonu est élu député ; il représentait le Parti travailliste. Le 19 mai 2000 a lieu un coup d'État ; le premier ministre travailliste Mahendra Chaudhry est pris en otage par plusieurs hommes armés, menés par l'homme d'affaires George Speight. Le président, Ratu Sir Kamisese Mara, décide alors de prendre les pleins pouvoirs pour gérer la situation de crise, mais la Constitution dispose que le président ne peut assumer de tels pouvoirs qu'à la demande du premier ministre - demande que Chaudhry n'était pas en mesure de formuler. Mara choisit alors de démettre Chaudhry de ses fonctions et de le remplacer au poste de premier ministre par Momoedonu, acte dont la validité constitutionnelle a été longuement discutée par la suite. Momoedonu recommande alors immédiatement à Mara de suspendre le Parlement et de prendre les pleins pouvoirs. Momoedonu démissionne donc quelques minutes après avoir été nommé à son poste.

#### Second mandat
En 2001, la Cour d'appel annonça que le gouvernement du président Ratu Josefa Iloilovatu et du Premier ministre Laisenia Qarase, établi pendant la crise qui suivit le coup d'État de 2000, était anticonstitutionnel. La cour décréta que le gouvernement qui avait précédé le coup d'État devait reprendre ses fonctions. Cela aurait signifié que Chaudhry serait redevenu Premier ministre. Mara répondit à la cour en démissionnant dès octobre 2000, conférant ainsi une légitimité à Iloilovatu qui a ainsi de nouveau limogé Chaudhry, puis nommé un temps Momoedonu et rétabli Qarase.
Pour mettre fin à l'incertitude qui entourait la légitimité du gouvernement, Iloilovatu décida d'annoncer des élections anticipées. Puisqu'il ne pouvait faire cela qu'à la demande du Premier ministre et qu'il ne pouvait obtenir l'accord de Chaudhry, il nomma Momoedonu (qui par ailleurs se trouvait être son neveu) à ce poste. Une nouvelle fois, Momoedonu accepta le poste afin de pouvoir immédiatement démissionner, après avoir demandé à Iloilovatu de dissoudre le Parlement et d'annoncer de nouvelles élections.
Momoedonu participa aux élections dans l'espoir d'obtenir un siège de député, mais fut battu dans sa circonscription.
De 2002 à 2006, il fut l'ambassadeur des Fidji au Japon.